# Ломако, Валерий Иванович
Валерий Иванович Ломако (17 февраля 1940, Минск Белорусская ССР — 11 октября 2016, Курск) — советский и российский театральный актёр. Народный артист РСФСР (1987). Лауреат Государственной премии РСФСР им. К. С. Станиславского (1989).

## Биография
Родился в Белоруссии, с началом Великой Отечественной войны семья эвакуировалась в Сталинград, а затем в одно из сел Сталинградской области, где жил дед будущего актёра. Играл в сельском школьном театре. После окончания школы поехал в Саратов. В 1957—1960 годах учился в театральной студии при Саратовском ТЮЗе (педагог — Юрий Киселёв), после окончания которой оставался в театре до 1964 года.
Один сезон работал в Русском драматическом театре Махачкалы. В 1965—1971 годах служил в Свердловском драматическом театре, а в 1971—1979 годах — в Волгоградском драматическом театре.
С 1979 года играл в Курском драматическом театре А. С. Пушкина. В качестве режиссёра воссоздал постановку «Усвятские шлемоносцы» по повести Евгения Носова по просьбе писателя и под его руководством. За более чем 50 лет на театральной сцене сыграл более ста ролей.
В 1991—2001 годах являлся председателем Курского отделения СТД Российской Федерации. В 1998—2001 годах — председатель Комитета по культуре в правительстве Курской области.

## Награды и премии
- Диплом I степени Министерства культуры СССР и Всероссийского театрального общества за роли Тетерева в «Мещанах» М. Горького и Кшиштофа в «Час пик» Е. Ставинского в спектаклях Волгоградского драматического театра.
- Заслуженный артист РСФСР (2.11.1976).
- Народный артист РСФСР (3.08.1987).
- Золотая медаль им. народного артиста СССР А. Д. Попова (1977) за исполнение роли Морозка в спектакле Волгоградского драматического театра «Разгром» А. Фадеева.
- Государственная премия РСФСР имени К. С. Станиславского за исполнение роли Арбенина в спектакле «Маскарад» (1989).

## Работы в театре

### Саратовский ТЮЗ
- 1957 — «Юность отцов» Б. Л. Горбатова — делегат из Питера
- 1958 — «Заводские ребята» И. С. Шура — рабочий
- 1958 — «Судьба барабанщика» А. П. Гайдара — 1-й чекист
- 1959 — «Два цвета» И. К. Кузнецова — Катя Шагалова
- «В поисках радости» В. Розова — Николай
- «В день свадьбы» В. Розова — Василий
- «Неравный бой» В. Розова — Слава
- «Иркутская история» А. Арбузова — Виктор
- «Мещане» М. Горького — Нил

### Курский драматический театр
- «Маскарад» М. Ю. Лермонтова — Арбенин
- «Женитьба Белугина» А. Н. Островского — Белугин
- «Дядя Ваня» А. П. Чехова — Войницкий
- «Лев зимой» Дж. Голдмена — Генри II
- «Без вины виноватые» А. Н. Островского — Дудукин
- «Разгром» по А. А. Фадееву — Морозко
- «Усвятские шлемоносцы» Е. И. Носова — Касьян
- «Волки и овцы» А. Н. Островского — Беркутов
- «Не всё коту масленица» А. Н. Островского — Ахов
- «Отелло» У. Шекспира — Отелло
- «Стакан воды» Э. Скриба — Болингброк
- «Босиком по парку» Н. Саймона — Веласко
- «Час пик» Е. Ставиньского — Кшиштоф
- «Ромул Великий» Ф. Дюрренматта — Ромул
- «Филумена Мартурано» Э. де Филиппо — Сориано
- «Синие кони на красной траве» М. Шатрова — Ленин
- «Крёстный отец» по роману Марио Пьюзо — Вито Корлеоне